# فوساریک اسید
فوساریک اسید (به انگلیسی: Fusaric acid) با فرمول شیمیایی C۱۰H۱۳NO۲ یک ترکیب شیمیایی با شناسه پاب‌کم ۳۴۴۲ است. که جرم مولی آن 179.21572 g/mol می‌باشد. 